# یژی ترلا
یژی یوزف ترلا (لهستانی: Jerzy Józef Trela؛ ‏ pronounced [ˈjɛʐɨ]؛ زادهٔ ۱۴ مارس ۱۹۴۲ – ۱۵ مهٔ ۲۰۲۲) بازیگر اهل لهستان بود. وی استاد و رئیس آکادمی ملی هنرهای نمایشی آ.س.ت. در کراکوف بود و در سال ۲۰۰۵ برندهٔ نشان زرین گلوریا آرتیس، شایستگی در هنر شد.

از فیلم‌ها یا برنامه‌های تلویزیونی که وی در آن نقش داشت، می‌توان به پزشک قلابی، عناصر ساشا – آتش، عالی‌مقام، مرگ همچون یک تکه نان، ترفند، گا، گا، درود بر قهرمانان، در روز روشن، یانوشیک، هنرمندان، سیل، خوشنام، نمک زمین سیاه، با گذشتِ روزها، از پسِ سال‌ها…، هوس‌های امپراتور، قماری بالاتر از زندگی، زنی تنها، داستان‌های عاشقانه، سه رنگ: سفید، پان تادئوش، مرد آهنین، ده فرمان ۹، دانتون، بر گوی نقره‌ای، شاپرک، صلح، افسانه‌ای باستانی: آن هنگام که خورشید ایزد بود، امید، انگشتری با نشان عقاب تاج‌دار، بازیافت و ایدا اشاره کرد.
وی همچنین برندهٔ جوایزی همچون گلوریا آرتیس شده‌است.